# Mashrou' Leila
I Mashrou' Leila (in arabo: مشروع ليلى; conosciuti talvolta come Mashrou3 Leila o Leila's Project) sono un gruppo musicale indie rock libanese di Beirut.

## Storia del gruppo
La band si forma nel febbraio 2008 nel corso di un workshop presso l'Università americana di Beirut, quando il violinista Haig Papazian, il chitarrista Andre Chedid e il pianista Omaya Malaeb invitano diversi musicisti per distendere le tensioni causate dall'instabile situazione politica nazionale. Tra i molti musicisti ad essersi presentati, sette restano per formare i Mashrou' Leila ed esibirsi nel campus universitario. In seguito terranno piccoli concerti all'interno del circuito libanese underground di locali e piccole manifestazioni fino ad emergere sulla scena indie nel corso della Fête de la Musique libanese dello stesso anno con i loro testi critici nei confronti della società libanese.
Sull'origine del nome i membri dei Mashrou' Leila sono soliti essere ambigui. Mentre in inglese il titolo può essere interpretato come "One Night Project" o "Leila's Project" (in riferimento al nome Leila molto comune in Libano). In un'intervista la band ha sottolineato che il progetto musicale è iniziato per raccogliere soldi per una ragazza di nome Leila, successivamente è da interpretarsi come "An Overnight Project" (un progetto notturno), ambiente in cui di solito si svolgono le jam session musicali.
La band ha pubblicato il primo album Mashrou' Leila nel 2009. Hanno fatto seguito El Hal Romancy, Raasuk, Ibn El Leil e The Beirut School.

## Formazione
Presenti
- Hamed Sinno - voce
- Haig Papazian - violino
- Carl Gerges - batteria
- Firas Abou Fakher - chitarra, tastiere

Passati
- Ibrahim Badr - basso
- Omaya Malaeb - tastiere
- Andre Chedid - chitarra

## Discografia

### Album in studio
- 2009 – Mashrou' Leila
- 2011 – El Hal Romancy
- 2013 – Raasuk
- 2015 – Ibn El Leil
- 2019 – The Beirut School

### Album dal vivo
- 2013 – Live in Baalbeck